# Matelea calcicola
Matelea calcicola là một loài thực vật có hoa trong họ La bố ma. Loài này được (Greenm.) Woodson mô tả khoa học đầu tiên năm 1941.